# خطوط أنابيب البوابة الشمالية
خطوط أنابيب إنبريدج الشمالية كانت مشروع لبناء خط أنابيب توأم من برودرهايم، ألبرتا إلى كيتيمات، كولومبيا البريطانية. وكان خط الأنابيب المتجه شرقا يستورد تكاثف الغاز الطبيعي وكان خط الأنابيب المتجه غربا يصدر البيتومين المخفف من رمال النفط في أثاباسكا إلى محطة بحرية في كيتيمات لنقلها إلى الأسواق الآسيوية عن طريق ناقلات النفط.
وكان من شأن هذا المشروع أن يشمل أيضا مرافق محطة مع «هياكل أساسية بحرية متكاملة في مياه المد والجزر لاستيعاب تحميل وتفريغ ناقلات النفط والتكثيف، والنقل البحري للنفط والتكثيف»[بحاجة لمصدر]وقد اقتُرح مشروع مبلغ 7.9 بلايين دولار من دولارات كندا في منتصف العقد الأول من القرن العشرين، وأُرجئ عدة مرات. وكانت شركة إنبريدج (Enbridge Inc.)، وهي شركة كندية لخطوط أنابيب النفط الخام والسوائل وتخزينها، ستضع المشروع المقترح. وعند اكتمالها، كان خط الأنابيب والمحطات الطرفية سيوفران 104 وظائف تشغيل دائمة أنشئت داخل الشركة و 113 وظيفة مع الخدمات البحرية المرتبطة بها. وشجبت مجموعات الأمم الأولى، والعديد من البلديات، بما في ذلك اتحاد بلديات كولومبيا البريطانية، ومناصرو البيئة، ومعارضو رمال النفط، من بين مجموعات أخرى، المشروع بسبب المخاطر البيئية والاقتصادية والاجتماعية والثقافية التي يشكلها خط الأنابيب. وجادل المؤيدون بأن خط الأنابيب كان سيوفر للمجتمعات المحلية للشعوب الأصلية الملكية المتكافئة والعمالة والثقة المجتمعية وبرامج الإشراف. وقضت محكمة الاستئناف الاتحادية في نهاية المطاف بأن التشاور مع الأمم الأولى غير كاف وألغت الموافقة. ووجه السكان الأصليون انتقادات شديدة للاقتراح. ونظمت مجموعات مثل تحالف ينكا ديني لحملة ضد المشروع. في ديسمبر 2010، وقعت 66 فرقة من الأمم الأولى في كولومبيا البريطانية، بما في ذلك العديد على طول خط الأنابيب المقترح، على إعلان إنقاذ فريزر في معارضة للمشروع، و 40 أخرى وقعت منذ ذلك الوقت. كما عارضت العديد من المنظمات غير الحكومية هذا الاقتراح، حيث أشارت إلى الانسكابات والشواغل السابقة بشأن توسع الرمال النفطية وما يرتبط بها من مخاطر في النقل. في يونيو 2014 تمت الموافقة على مشروع خط أنابيب البوابة الشمالية من قبل الحكومة الاتحادية، بشرط 209. وتساءلت هيئة الإذاعة البريطانية عن الصمت المتعلق بمشروع البوابة الشمالية واقترحت أن شركة إنبريدج ربما تكون قد قامت بترفيه في هدوء. عند توليه منصبه في عام 2015، قام رئيس وزراء كندا جوستين ترودو بحظر حركة ناقلات النفط على الساحل الشمالي لكولومبيا البريطانية، مما أدى فعليًا إلى مقتل المشروع. في 29 نوفمبر 2016 رفض ترودو رسميا خطط خط الأنابيب.

## تاريخ
وقد اقترح المشروع في منتصف العقد الأول من القرن العشرين وأرجئ عدة مرات. تم الإعلان عنه في عام 2006. ووقعت شركة إنبريدج اتفاقا للتعاون مع شركة بتروشينا في عام 2005 لضمان استخدام قدرة خطوط الأنابيب. ووافقت بتروشينا على شراء نحو 200 000 برميل يوميا (32 000 م3/د) يتم نقلها عبر خط الأنابيب. ولكن في عام 2007، انسحبت بتروشينا من المشاريع بسبب التأخيرات في بدء المشروع. في 4 ديسمبر/كانون الأول 2009، أصدر مجلس الطاقة الوطني الكندي والوكالة الكندية لتقييم البيئة (CEAA) اتفاقية فريق الاستعراض المشترك واختصاصات الاستعراض البيئي والتنظيمي لأنابيب البوابة الشمالية. قدمت شركة إنبريدج غيتواي الشمالية طلب المشروع إلى مجلس الطاقة الوطني في 27 مايو 2010. وقد تم تقييم التطبيق التنظيمي المؤلف من ثمانية مجلدات من قِبَل فريق مراجعة مشترك (JRP) أنشأته وكالة التقييم البيئي الكندية (CEAA) ومجلس الطاقة الوطني (NEB).